# Zodiaksten

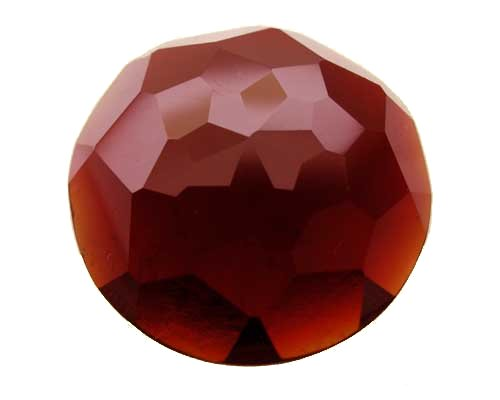
Granaten står ibland som symbol för månaden januari

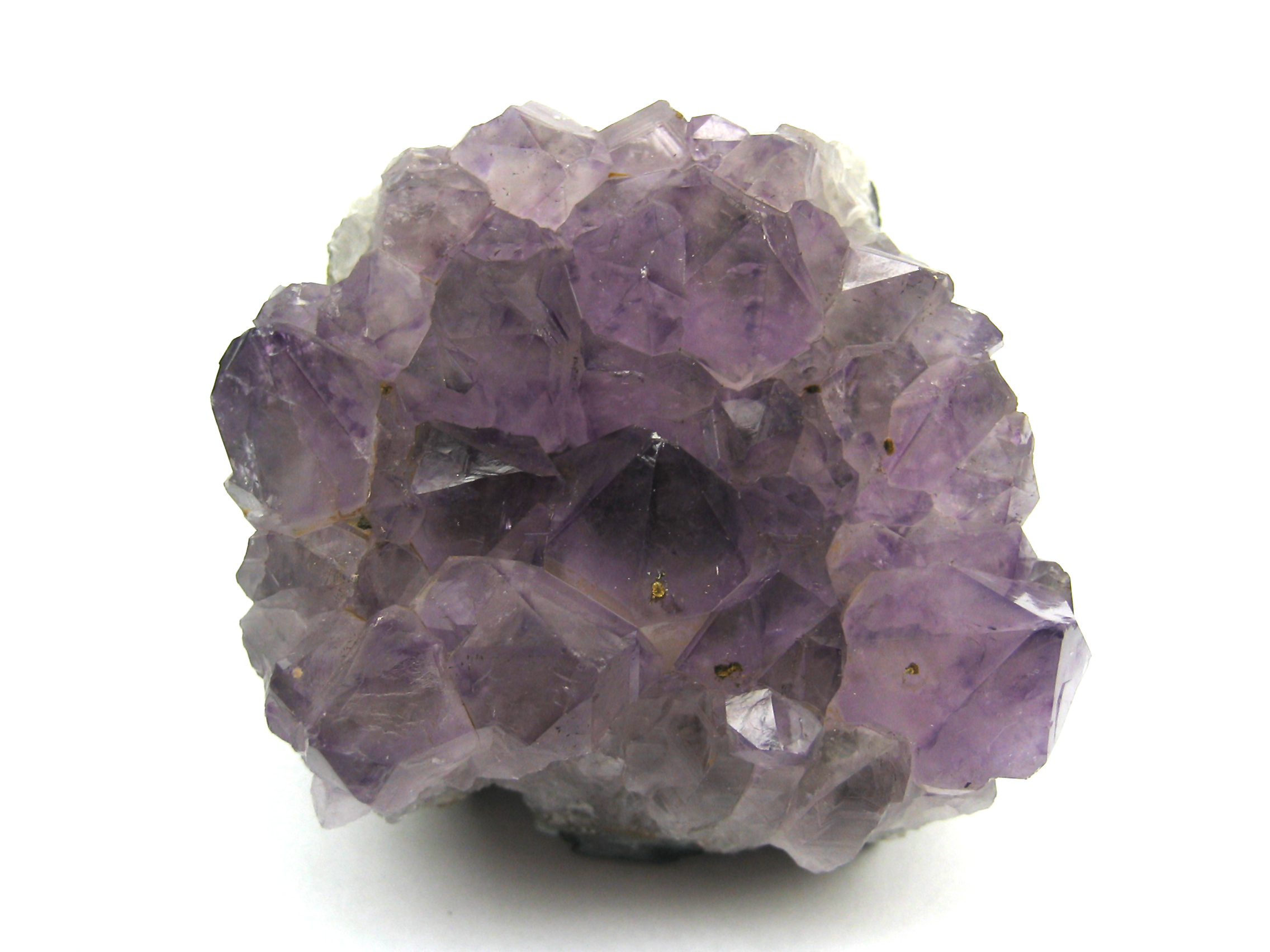
ametist

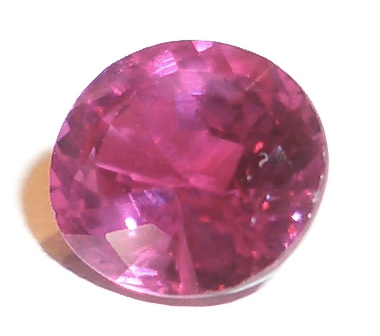
Rubin

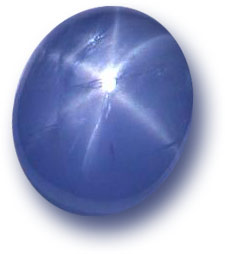
safir

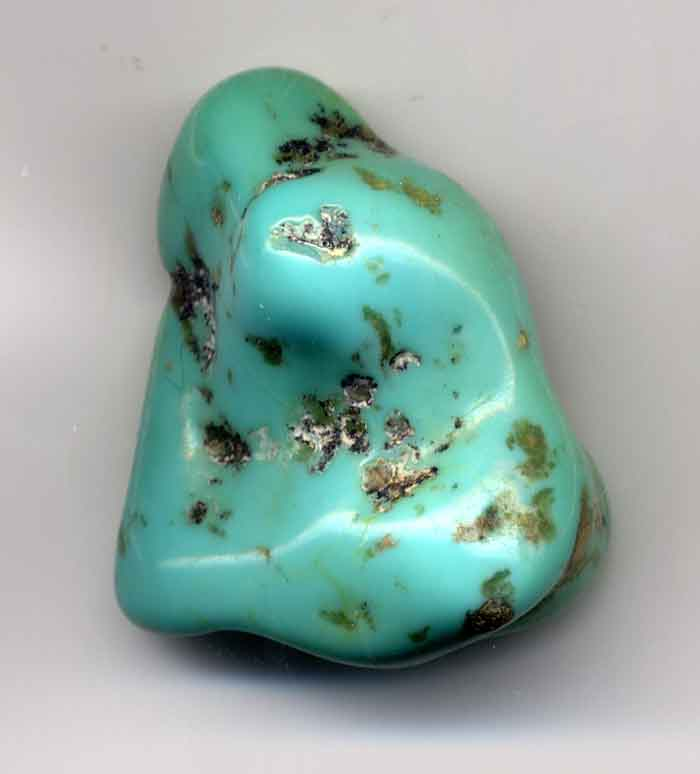
turkos

Zodiaksten är en ädelsten som står som symbol för ett av zodiakens tolv stjärntecken. Inom folktron har ädelstenar tillskrivits magiska egenskaper och det förekommer föreställningar om att zodiakstenen skänker lycka åt den som bär en sten som motsvarar det stjärntecken som bäraren är född i.

## Månadssten
Månadsstenar är en modifiering av zodiakstenarna där ädelstenarna symboliserar årets tolv månader i den gregorianska kalendern. Månadsstenar är vanliga som dopgåvor i form av hängsmycken med berlocker.

### Tabell över månadsstenar
Typen av ädelsten har varierat inom både månads- och zodiak-stensystemet. I USA gjordes 1912 ett försök att standardisera månadsstenarna (birth stones) av the American national association of jewelers. Dess lista är för närvarande den mest använda i ett flertal länder. Vissa alternativ har tagits fram som använder mindre dyrbara ädelstenar.
| Månad     | Modern månadssten           | Alternativ                           | Traditionell          |
| --------- | --------------------------- | ------------------------------------ | --------------------- |
| Januari   | granat                      | rosenkvarts                          | granat                |
| Februari  | ametist                     | onyx                                 | ametist               |
| Mars      | akvamarin                   | röd jaspis                           | heliotrop, jaspis     |
| April     | diamant                     | bergkristall (kvarts)                | diamant, safir        |
| Maj       | smaragd                     | krysopras                            | smaragd, agat         |
| Juni      | pärla, månsten              | alexandrit                           | alexandrit, smaragd   |
| Juli      | rubin                       | jade, karneol                        | rubin, onyx           |
| Augusti   | peridot                     | aventurin, sardonyx, safir           | sardonyx, karneol     |
| September | safir                       | lapis lazuli                         | safir, peridot, iolit |
| Oktober   | opal                        | rosa eller grön turmalin / tegelsten | opal                  |
| November  | gul topas                   | citrin, turkos                       | citrin, topas         |
| December  | turkos, blå topas, tanzanit | lapis lazuli                         | zirkon, rubin         |